# Euforia (album)
Euforia – pierwszy album nagrany przez Patrycję Kosiarkiewicz z zespołem O! La, La w 1996 roku.

## Lista utworów
1. Euforia trwa – 2:55
2. Miodowe dzieci – 3:18
3. Cudownie jest – 3:48
4. Nieba, słońca, chleba – 3:37
5. Nieba, słońca, chleba - repryza – 0:35
6. Bałwany chmur, pompony gór (Piosenka ekologiczna) – 3:35
7. Tatuaże – 4:39
8. Lalalilalejlej (Luli laj) – 3:50
9. Raj – 3:33
10. Zawiasy – 3:23
11. Haj – 3:17
12. Nie opuszczaj mnie kochany – 3:31
13. Obok ciebie się obudzić - (Australia) – 4:05
14. Bądź przy mnie blisko (Ale to nic) – 3:51
15. Cudownie (wersja instrumentalna) – 3:48

### Single
- Cudownie jest
- Bądź przy mnie blisko

### Teledyski
- Cudownie jest

## Twórcy

### Zespół O! La, La
- Patrycja Kosiarkiewicz – śpiew
- Tomek Bubień – gitary
- Darek Kabaciński – gitara elektryczna
- Marek Nowak – instrumenty klawiszowe, różne przeszkadzajki, głosy (Haj)
- Andrzej Pijanowski – bas
- Krzyś Tofil – bębny
- Władysław Pasik - bas gościnnie
- Paweł Schmidt -gitara

### Gościnnie
- Litza (Acid Drinkers) – gitara solo (Nie opuszczaj mnie kochany)
- Artur Rubinstien Quartet – kwartet smyczkowy
- Janusz Kopczyński – obój
- Mike Morgan – konga
- Julia Pietraszewska – chórki
- Irek Sawicki – saksofony
- Romek Vorbradt – chórki, śpiew (Nieba, słońca, chleba)